# John Cowan (Politiker, 1866)

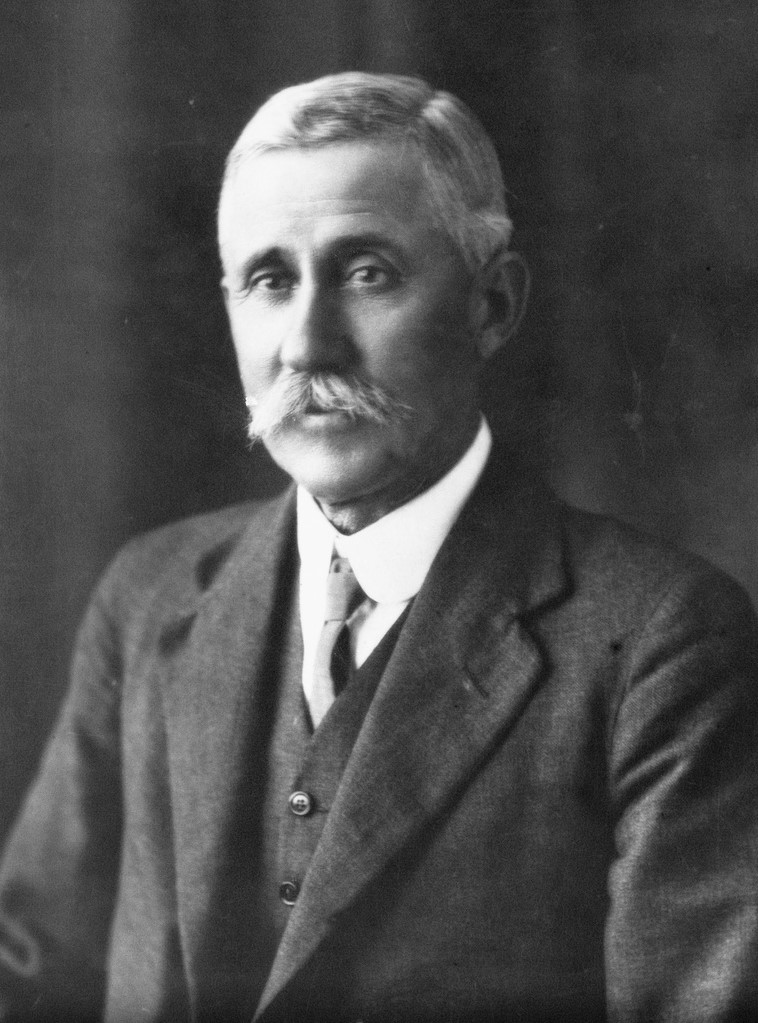
John Cowan (1935)

Hon. Sir John Cowan (* 22. November 1866 in Port Gawler, South Australia; † 8. März 1953 in Glen Lossie, Murray Bridge, South Australia) war ein australischer Politiker der Liberal Union, der Liberal Federation und später der Liberal and Country League (LCL), der zwischen 1910 und 1944 Mitglied des South Australian Legislative Council sowie mehrmals Minister war.

## Leben

### Familiäre Herkunft, Kommunalpolitiker und Mitglied desSouth Australian Legislative Council
John Cowan war der dritte Sohn des Viehzüchters und Politikers Thomas Cowan (1839–1890), der zwischen 1875 und 1878 Mitglied des South Australian House of Assembly, und dessen Ehefrau Mary Jane Armstrong Cowan. Sein Großvater John Cowan war 1852 aus Belfast nach Adelaide gekommen und Pionier des öffentlichen Verkehrssystems zwischen North Adelaide und der Stadt Adelaide. Nach dem Besuch des Whinham College in North Adelaide war er Verwalter von Grundbesitz seines Vaters in Milang und lebte von 1881 bis zu seinem Tode 1953 auf dem Gut Glen Lossie Station bei Murray Bridge. 1892 wurde er Mitglied des Bezirksrates von Mobilong (District Council of Mobilong) mit Sitz in Murray Bridge und fungierte zwischen 1896 und 1912 als dessen Vorsitzender. Er engagierte sich sehr für lokale Gemeindeangelegenheiten, insbesondere im Bildungswesen, und interessierte sich schon früh für Bewässerung. Er drängte auf den Bau von Schleusen und Wehren am Murray River sowie in Goolwa und arrangierte eine Delegation beim Premier, um die Regierung zur Rückgewinnung der unteren Murray-Sümpfe zu bewegen.
Bei der Wahl am 2. April 1910 wurde Cowan für die Liberal Union für den damaligen Wahlkreis Southern District zum Mitglied des South Australian Legislative Council gewählt, des Oberhauses des Parlaments von South Australia. Er gehörte diesem bis zu seinem Mandatsverzicht am 28. April 1944 an, wobei er seit dem 16. Oktober 1923 der aus der Liberal Union hervorgegangenen Liberal Federation sowie seit dem 9. Juni 1932 der aus der Liberal Federation entstandenen Liberal and Country League (LCL) angehörte. Er war von 1911 bis 1913 Mitglied der Königlichen Bildungskommission, die eine Aufstockung der Finanzmittel für die University of Adelaide, die Ermächtigung der Universität zur Vergabe von Bachelor- und Master-Abschlüssen in Ingenieurwissenschaften sowie erhebliche Änderungen am staatlichen Bildungssystem empfahl. Während des Ersten Weltkrieges beteiligte er sich aktiv an der Rekrutierungskampagne.

### Minister in der Regierung Barwell und der ersten Regierung Butler
Am 14. November 1923 wurde Cowan in die Regierung von Premier Henry Barwell berufen und bekleidete in dieser zunächst bis zum 16. April 1924 in Personalunion die Ämter als Landwirtschaftsminister (Minister of Agriculture), Minister für Stadtplanung (Minister of Town Planning) und als stellvertretender Minister für Rückkehrer (Assistant Minister of Repatriation).
Nach den Wahlen am 26. März 1927, bei denen die Liberal Federation 23 der 46 Sitze im South Australian House of Assembly erhielt, des Unterhauses des Parlaments von South Australia, wurde John Cowan am 8. April 1927 in die erste Regierung von Premier Richard Layton Butler berufen und bekleidete in dieser in Personalunion bis zum 17. April 1930 wieder den Posten als Landwirtschaftsminister sowie zeitgleich die Ämter als Minister für Bewässerung (Minister of Irrigation), Minister für Einwanderung (Minister of Immigration) und als Minister für Rückkehrer (Minister of Repatriation). Am 7. August 1930 wurde ihm der Höflichkeitstitel The Honourable verliehen. Cowans Hauptbeitrag zur Gesetzgebung lag im Bereich der Entwässerung des Südostens und der Aufforstung. Er drängte auf den Kauf einer neuen Mühlenanlage, um die Wirtschaft der Wälder dieser Region zu entwickeln. 1927 legte er den ersten Gesetzentwurf für die Milchindustrie dieses Bundesstaates vor, die zum Dairy Industry Act von 1928 führte, und behauptete, er sei der Erste in Australien gewesen, der eine Anpassung der Schulden der Landwirte vorgeschlagen habe. Er brachte durch den Legationsrat auch die wichtige Gesetzgebung von 1928 voran, um eine organisierte Vermarktung in der Trockenobstindustrie sicherzustellen. Er war zudem zwischen dem 12. Juli 1934 und dem 31. Mai 1944 Mitglied des Parlamentarischen Ständigen Ausschusses für öffentliche Arbeiten (Parliamentary Standing Committee on Public Works).
Für seine Verdienste als Mitglied des Legislativrates wurde John Cowan im Rahmen der New Year Honours am 1. Januar 1944 als Knight Bachelor (Kt) nobilitiert, wodurch er fortan das Prädikat „Sir“ führte.
Aus seiner am 10. Februar 1892 in Murray Bridge geschlossenen Ehe Elizabeth Johnston Jones († 1958) gingen drei Töchter und zwei Söhne hervor, darunter John Lancelot Cowan (1893–1971), der für die LCL zwischen 1949 und 1959 ebenfalls Mitglied des South Australian Legislative Council war. Auch sein Onkel James Cowan (1848–1890) war 1890 kurzzeitig Mitglied des South Australian House of Assembly.

## Hintergrundliteratur
- Parliament of South Australia: Statistical Record of the Legislature 1836–2007 (Memento vom 11. März 2019 im Internet Archive)